# Ordine al merito militare dell'Assia
L'Ordine al merito militare dell'Assia (detto anche Ordine Pour la vertu militaire) era la più alta onorificenza militare del Langraviato d'Assia-Kassel prima e del Granducato d'Assia e del Reno poi.

## Storia

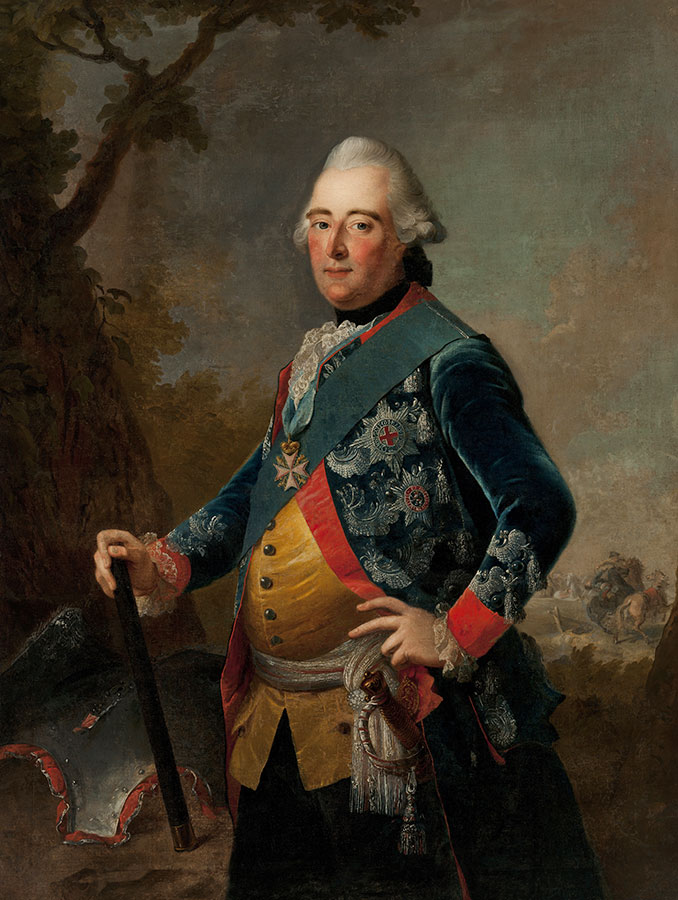
Ritratto del langravio Federico II d'Assia-Kassel, fondatore dell'Ordine. Il principe porta al collo l'insegna dellOrdre pour la vertu militaire.

L'ordine venne creato il 25 febbraio 1769 dal Langravio Federico II d'Assia-Kassel col nome francese di Ordre pour la vertu militaire, inteso a premiare, come il corrispondente Ordine Pour le Mérite prussiano, gli ufficiali d'esercito più coraggiosi. Esso era concesso in un'unica classe di cavaliere ed in tempo di pace veniva assegnato unicamente agli alti ufficiali per benemerenze ottenute.
Il 22 ottobre 1820, dopo qualche tempo dalla proclamazione del Granducato, l'onorificenza venne ridenominata col nome di Ordine al merito militare d'Assia.
Con l'annessione dell'Assia-Kassel alla Prussia nel 1866, sebbene il Granducato non terminasse contestualmenter la propria esistenza, l'ordine cessò di essere concesso e si estinse completamente il 15 dicembre 1888 con la morte di Alessandro d'Assia, ultimo cavaliere insignito.

## Insegne
- La medaglia dell'ordine consisteva in una croce maltese in oro smaltata di color rosa. La croce era sormontata da una croce massiccia da langravio (dal 1803 da granduca), mentre tra le braccia della croce si trovavano leoni d'oro rampanti. Sulle braccia della croce (a destra/a sinistra/in basso) si trovavano le lettere VIR TU TI a comporre appunto la parola latina per "virtù" che era anche il motto dell'Ordine. Nel braccio superiore si trovava il monogramma del sovrano concedente: F L (Friedrich Landgraf per Federico II), W L (Wilhelm Landgraf per Guglielmo IX), W K (Wilhelm Kurfurst per Guglielmo IX quando col nome di Guglielmo I divenne principe elettore d'Assia).
- Il nastro dell'ordine era azzurro con una banda argentata per parte.

## Insigniti notabili
- Michail Semënovič Voroncov
- Aleksandr Ivanovič Černyšëv